# 北市区
北市区是河北省保定市已撤销的一个市辖区。区政府驻：七一中路3号。
2015年4月28日经国务院批准，保定市北市区与南市区合并成立新的莲池区。

## 行政区划
全区辖5个街道、3个乡。

## 官方网站
- 保定市北市区商务之窗